# 220 (EP)
"220" é o terceiro extended play do rapper estadunidense Snoop Dogg. Foi lançado em 20 de fevereiro de 2018 no Estados Unidos, pela editoras discográficas Doggystyle Records e Empire Distribution. O EP conta com as participações especiais de Jacquees, Dreezy, LunchMoney Lewis, Hypnotic Brass Ensemble, Kokane, Goldie Loc, e October London.

## Antecedentes
Snoop Dogg anunciou o EP e sua data de lançamento no dia 19 de fevereiro de 2018. O primeiro single do álbum, "Everything", foi lançado em 9 de fevereiro de 2018.

## Recepção da crítica
O crítico musical Phillip Mlynar do portal HotNewHipHop de 4 estrelas de 5 possíveis ao EP, elogiando a longevidade musical e seu vocal suave ao longo da carreira.

## Faixas
| N.º            | Título                                     | Duração |  |
| 1.             | "Intro"                                    | 2:34    |  |
| 2.             | "Everything" (com Jacquees e Dreezy)       | 4:28    |  |
| 3.             | "220" (com Goldie Loc)                     | 4:41    |  |
| 4.             | "Waves" (com October London)               | 3:47    |  |
| 5.             | "I Don't Care" (com LunchMoney Lewis)      | 2:32    |  |
| 6.             | "Doggytails" (com Kokane)                  | 3:33    |  |
| 7.             | "Motivation" (com Hypnotic Brass Ensemble) | 3:26    |  |
| 8.             | "On the Double"                            | 3:29    |  |
| Duração total: | Duração total:                             | 28:30   |  |

## Histórico de lançamento
| País           | Data                    | Formato                         | editora discográfica                   | Referência |
| -------------- | ----------------------- | ------------------------------- | -------------------------------------- | ---------- |
| Estados Unidos | 20 de fevereiro de 2018 | descarga digital fluxo de mídia | Doggystyle Records Empire Distribution | [ 1 ]      |